# Benserazid
Benserazid ist ein Arzneistoff aus der Gruppe der L-DOPA-Decarboxylasehemmer. Der Name kann als Kontraktion von Benzyl, Serin und Hydrazid verstanden werden.

## Indikationen
Benserazid inhibiert die Metabolisierung von Levodopa (L-DOPA) und wird ausschließlich in Kombination mit Levodopa zur Therapie der nicht durch Medikamente ausgelösten Parkinson-Krankheit eingesetzt. Heute wird das Restless-Legs-Syndrom (RLS) häufig mit der Kombination Levodopa und Benserazid behandelt.

## Pharmakologie
Dopamin selbst ist zur Behandlung von Parkinson-Kranken ungeeignet, weil es die Blut-Hirn-Schranke kaum passiert. Seine Vorstufe (Prodrug) Levodopa wird dagegen als Aminosäure durch die Blut-Hirn-Schranke transportiert und ist heute das wirksamste und wichtigste Parkinsonmittel. Man verabreicht Levodopa fast nur peroral und praktisch immer zusammen mit Benserazid oder Carbidopa. Diese Substanzen sind Inhibitoren des Enzyms Aromatische-L-Aminosäure-Decarboxylase (Dopadecarboxylase), das die Umwandlung von Levodopa in Dopamin katalysiert. Benserazid passiert die Blut-Hirn-Schranke nicht, blockiert das Enzym also nur peripher (außerhalb des Zentralnervensystems). Dort würde Levodopa ohne Dopadecarboxylase-Hemmstoff zu 95 % zu Dopamin decarboxyliert.
Die Kombination von Levodopa mit Benserazid bewirkt, dass
- erstens die orale Dosis von Levodopa vermindert werden kann,
- zweitens Nebenwirkungen abnehmen, die auf die periphere Bildung von Dopamin (sowie Noradrenalin und Adrenalin) zurückgehen; dazu gehören Übelkeit und Erbrechen, Herzrhythmusstörungen und orthostatische Dysregulationen.

## Sonstige Informationen
Das Massenverhältnis der Kombination von Benserazid mit Levodopa ist eins zu vier.

## Handelsnamen
KombinationspräparateLevobens (A), Levodopa comp (D), Levopar (D), Madopar (D, A, CH), PK-Levo (D), Restex (D, A)